# دوسکه، کبک
دوسکه (به فرانسوی: Dosquet) شهری در منطقه شهری لوتبینییر ناحیه شودییر-آپالاش در استان کبک کانادا است. در سرشماری سال ۲۰۱۱ این شهر ۸۹۱ نفر جمعیت داشته‌است و مساحت آن ۶۷٫۲۶ کیلومتر مربع است.